# Present for You
「Present for you」（プレゼント・フォー・ユー）は、チェッカーズの30枚目にして最後のシングル。1992年11月20日にポニーキャニオンからリリースされた。

## 解説
本作を最後に、チェッカーズは1992年12月31日の「第43回NHK紅白歌合戦」を以って解散した。
フジテレビ系列「タイム3」エンディング・テーマ。
アーティスト名の表記は、オリコンでは「チェッカーズ」、TBS系列「突然バラエティー速報!!COUNT DOWN100」では「The Checkers」である。
前作から半年振りと、シングルリリースのインターバルはチェッカーズ史上最長となった。
オリコンチャート初登場3位を獲得。同チャートでの売り上げ枚数は36.0万枚である。

## 収録曲
1. Present for you
  - 作詞・作曲：The Checkers 編曲：THE CHECKERS FAM.
  - 作詞・作曲はThe Checkers名義になっているが実際の作詞は藤井郁弥、作曲は武内享である（武内が表題曲の作曲に携わったのは1988年3月リリースの「ONE NIGHT GIGOLO」以来実に14作ぶりである）。
2. Thank you very much!!
  - 作詞・作曲：The Checkers 編曲：THE CHECKERS FAM.
  - 作詞・作曲はThe Checkers名義になっているが実際の作詞は藤井郁弥、作曲は大土井裕二である。
  - チェッカーズではめずらしいレゲエ調の曲であり、レコーディングには相当の苦労を要した。
3. Present for you（original karaoke）